# John Larson
John Magnus Larson, född 28 mars 1883 i Askers församling, Örebro län, död 6 juni 1962 i Uppsala, var en svensk häradshövding. Han var bror till Ivar, Uno och Ernst Larson.
Larson, som var son till bruksägare Oscar Larson och Helena Karlsson, avlade mogenhetsexamen i Västerås 1901, juridisk-filosofisk examen vid Uppsala universitet 1902 och blev juris utriusque kandidat där 1907. Han blev vice häradshövding 1918, var extra ordinarie assessor i Göta hovrätt 1919–1921, samt blev häradshövding i Gällivare domsaga 1923 och innehade samma befattning i Bollnäs domsaga 1932–1950. Han var bland annat ordförande i lokalstyrelsen för Bollnäs samrealskola 1934, i styrelsen för AB Svenska Handelsbankens avdelningskontor i Bollnäs samma år, i kyrkofullmäktige 1941, ledamot av Bollnäs kyrkoråd 1936–1947, styrelseledamot i Gävleborgs läns stadshypoteksförening 1936, ordförande i byggnadsnämnden 1942–1946 och tryckfrihetsombud från 1939.